# Amina di Zaria
Amina di Zaria, chiamata anche la "regina guerriera" (1533 – Altagara, 1610), è stata una sovrana nigeriana, la figlia della regina Bakwa Turunku della città-stato Hausa della Zazzau del XVI secolo (oggi Zaria, una delle principali città dello stato di Kaduna nel nord della Nigeria). Ha sviluppato un vero talento per le arti militari ed è diventata nota per il suo coraggio e le sue imprese.

## Biografia
Amina nacque a metà del XVI secolo da re Nikatau - il 22º sovrano di Zazzau - e dalla regina Bakwa Turunku (1536-1550 circa). Ebbe una sorella minore di nome Zaria, motivo per il quale la moderna città di Zaria (stato di Kaduna) fu ribattezzata dagli inglesi con il suo nome, all'inizio del XX secolo. Secondo le leggende orali raccolte dall'antropologo David E. Jones, Amina fu cresciuta alla corte di suo nonno, di cui fu la favorita e dal quale ricevette istruzione nelle questioni politiche e militari.
All'età di sedici anni, Amina fu chiamata Magajiya (successore) e ricevette quaranta ancelle (kuyanga). Fin da piccola, Amina ebbe molti pretendenti. Tra i tentativi di ottenere la sua mano ci fu "un'offerta giornaliera di dieci schiavi" da parte di Makama e "cinquanta schiavi maschi e cinquanta schiave femmine, nonché cinquanta sacchi di stoffa bianca e blu" dall'emiro di Kano.
Dopo la morte dei suoi genitori intorno al 1566, il fratello di Amina, Karama, divenne re di Zazzau. A quel punto, Amina si era distinta già come "principale guerriera nella cavalleria di suo fratello" e aveva acquisito notorietà per le sue capacità militari. Ancora oggi viene celebrata nelle tradizionali canzoni elogiative di Hausa come "Amina figlia di Nikatau, una donna capace come un uomo".

## Regina guerriera
L'obiettivo delle sue conquiste era duplice: estendere il territorio di Zazzau oltre i suoi confini (arrivò a controllare gran parte della regione conosciuta come Hausaland e l'area chiamata Kasashen Bauchi, prima della metà del 1600) e asservire le città conquistate. Il sultano Muhammed Bello di Sokoto diceva di lei: "Ha fatto la guerra e ha sottomesso tutte queste regioni in modo che il popolo di Katsina pagasse una tassa e rendesse omaggio ad Amina e agli uomini di Kano. La sua guerra continuò fino a quando il suo regno si estese al mare a ovest e sud". 
Ci sono controversie sul suo vero status che affermano che una principessa (gimbiya), ma non una regina. Una delle teorie sostiene ci fu il suo regno tra il 1536 e il 1573, mentre un'altra afferma che non divenne regina fino alla morte di suo fratello Karama dopo 10 anni di regno, nel 1576, motivo per il quale, alcuni sostengono che non sia mai stata regina. Tuttavia, resta il fatto che per 34 anni, le sue conquiste hanno reso questo regno il centro del commercio trans-sahariano. 
Amina fornì il suo esercito di armature di metallo, le cotte di maglia e elmi di ferro. Ad Amina di Zaria è inoltre attribuita l'architettura delle mura di terra intorno alla città, un prototipo delle fortificazioni utilizzate in tutti gli stati di Hausa. Le mura presero anche il nome di Ganuwar Amina o mura di Amina, ed hanno una lunghezza di circa 15 chilometri attorno alla città di Zaria.

## Cultura di massa
Venne impersonata nella serie televisiva Xena. Nel 1975, in occasione della Giornata internazionale della donna, la Nigeria le ha dedicato una serie di francobolli commemorativi in diverse colorazioni del valore di 5, 18 e 30 kobo che la ritrae su un cavallo bianco. Esiste inoltre una sua statua situata davanti al teatro nazionale della Nigeria, a Lagos.
Nel 2021 venne realizzato, a Nollywood, un film storico e biografico, Amina.
Nella serie Civilization, Amina appare a partire dal sesto episodio come Grande Generale, e poi nel settimo come leader giocabile.